# Симбирское народное ополчение 1812 года
Симбирское народное ополчение 1812 года (Симбирское ополчение, Симбирское резервное ополчение) — иррегулярные воинские формирования, организованные для защиты России от наполеоновских войск в Отечественной войне 1812 года, сформированное в Симбирской губернии.

## Формирование
6 (18) июля 1812 году император Александр I обратился ко всем сословиям Российской империи с Манифестом, в котором призвал создавать ополчения для защиты Отечества. Манифестом от 18 (30) июля 1812 года «О составлении временного внутреннего ополчения» 16-ю центральными губерниями, прилегавшими к сложившемуся театру военных действий, которые разделили на три округа: Петербургский, Московский и Поволжский, к которому относилась и Симбирская губерния.
В Симбирске Манифест об объявлении войны был получен 24 июля 1812 года. В этот же день было проведено губернское дворянское собрание, которое приняло постановление. Было решено дать по 3 (позднее по 4) человека от каждых 100 ревизских душ (всего 9333 чел.), из них сформировать 4 пехотных и один конный полк. Первый пехотный полк формировался в Алатыре, второй — в Ставрополье, третий — в Сенгилее, четвёртый — в Симбирске, а также, конный полк — в Карсуне.
Начальником Симбирского ополчения был избран действительный статский советник князь Д. В. Тенишев, командирами пехотных полков — генерал-майор князь Андрей Михайлович Оболенский (Симбирск), полковник Илья Иванович Самойлов (Ставрополь), гвардии капитан Никонор Степанович Топорнин (Сенгилей), капитан 2-го ранга Стеофан Фёдорович Филатов (Алатырь), конного полка — гвардии штабс-ротмистр Дмитрий Андреевич Третьяков (Карсун).
Формирование Симбирского ополчения началось в сентябре 1812 года. Симбирское дворянство «единогласно изъявило желание, оставя жен и детей своих, перепоясаться всем до единого». Офицеров не хватало, и в ополчение пришлось приглашать дворян из соседних губерний. Жители губернии пожертвовали в фонд ополчения около 1,3 млн рублей деньгами, продовольствие и фураж, подводы, лошадей и обмундирование. Губернатором А. А. Долгоруковым было сформировано ополчение, которым он и командовал до выступления в поход (1812). Несмотря на всеобщий недостаток и дороговизну лошадей, он произвёл закупку лошадей для кавалерии и артиллерии по умеренным ценам.
26 октября (8 ноября) 1812 года Поволжское ополчение III округа под начальством генерал-лейтенанта П. А. Толстого выступило в Заграничный поход. Симбирское ополчение в составе четырёх пеших и одного конного полков численностью 8560 человек выступило в поход по маршруту: Симбирск — Нижний Новгород — Муром — Рязань — Орёл — Глухов. Общим местом сбора для всех ополчений III округа был Киев — Переяслав. Но, в связи с отставанием от графика, маршрут Симбирского ополчения был изменён: Саранск — Керенск — Тамбов — Елец — Курск — Суммы — Ромны — Киев. В декабре Симбирское ополчение подошло к городам Староконстантинову и Заславлю и до лета 1813 года оно проходило усиленную военную подготовку, в боевых действиях не участвовало.
Отечественная война 1812 года была близка к завершению, поэтому перед ополчением, участвовавшим в кампании 1813—1814 гг., русским командованием ставилась задача по ликвидации отдельных французских гарнизонов в бассейнах рек Вислы, Одера, Эльбы.
В начале марта 1813 года Симбирское ополчение слилось с Пензенскими ополченцами.
В мае 1813 года симбирские ополченцы вместе с другими ополченцами Поволжья расположились в районах Житомира и Новограда-Волынского, на левом фланге Резервной армии, получили из г. Ковно 15000 французских ружей, вошли в состав вновь созданной из корпусов генерала Дохтурова, Маркова и Резервной армии Лобанова-Ростовского — Польской армии. Ею командовал барон Беннигсен. Симбирское ополчение к этому времени увеличилось до 8994 человека, и приняли участие в осаде крепости Замостье и осаде Бреслау. Затем два пехотных полка были включены в состав временного гарнизона Бреслау, а два других и конный полк находились на осаде Глогау. По распоряжению командования пять эскадронов Симбирского ополчения были переданы под командование генерал-майора Репнинского и направлены под Дрезден, осада и штурм которого длились с сентября по октябрь 1813 года.
При подведении итогов боевых действий поволжских ополчений при взятии городов-крепостей Дрездена, Магдебурга, Гамбурга в приказе по Польской армии указывалось: «Те полки под начальством графа Толстого, которые употреблялись под Дрезденом, Магдебургом и Гамбургом, более других имели трудов и случаев к отличию, которые действительно оказали во всех противу неприятеля делах, и потому войска сии заслуживают особенно уважения за деяния сии на берегах Эльбы».
С января по май 1814 года конный полк симбирян совместно с другими конными полками из Поволжья участвовал в осаде Гамбурга, одной из первоклассных крепостей.
В последующих сражениях 10,12,15,16 октября конный полк Симбирского ополчения своими боевыми действиями подтвердил высокую оценку командования, о чём говорят списки офицеров полка, представленных к наградам.
Сражением за Гамбург Поволжское ополчение закончило освобождение городов крепостей по реке Эльба. Тем самым были ликвидированы группировки французских войск в тылу союзных армий.
К осени 1814 года Симбирское ополчение выполнило поставленную задачу и 28 октября начался его роспуск. Часть ополченцев добровольно вступила в регулярную армию и дошла до Парижа.
Возвратившиеся воины были поселены в новой слободе под Симбирском названной Туть.

## Участие
- Симбирское ополчение в ходе Заграничного похода участвовало в боевых действия при блокаде крепостей Замостье (1-й пехотный полк), Глогау (1-й, 2-й, 3-й пехотные полки) и Дрезден (конный полк).
- Взятие городов-крепостей Дрездена, Магдебурга, Гамбурга.
- Пехотные полки Симбирского ополчения, вошедшие в состав отряда, возглавляемого генерал-майором Розеном, участвовали с августа 1813 по апрель 1814 года в осаде города-крепости Глогау.
- Потери Симбирского ополчения за время похода до границ России и Заграничного похода составили 3211 ратников (погибших и умерших) и 1426 человек перенёсших различные ранения и заболевания[9].

## Память
- Свято-Троицкий кафедральный собор. Построен в память об Отечественной войне 1812 г. Снесён в 1936 годуСведения о Симбирском ополчении были занесены на стены Храма во имя Христа Спасителя: «Симбирское ополчение в числе 8874 ратников в составе 1-го конного и 4-х пеших полков под командованием Действительного Статского Советника Князя Тенишева, Генерал-Майора Князя Оболенского, Полковника Самойлова, Капитанов: Топорина, Филатова и Штабс-Ротмистра Третьякова».
- 7 сентября 1824 года в Симбирске, в присутствии императора Александра I, была произведена закладка Троицкого собора посвящённый Победе в Отечественной войне 1812 года. Государь собственноручно положил в его основание первый камень. Храм уничтожен в 1936 году.
- Также в губернии были построены храмы посвящённые Победе в Отечественной войне 1812 года, в таких сёлах, как: Церковь Михаила Архангела (Озёрки), Храм Рождества Христова (Старый Тукшум), Казанская церковь (Дмитриево-Помряскино), Храм Космы и Дамиана (Кокрять), Церковь Михаила Архангела (Никитино), Церковь Николая Чудотворца (Кротково)[10] и в других.
- Знамёна Симбирского ополчения, которые хранились как реликвии в Троицком соборе, сгорели в пожаре 1864 года.[11]
- В 1912 году Троицкий кафедральный собор стал главным местом проведения торжеств по случаю 100-летия Победы в Отечественной войне 1812 года[12].
- 14.04.1994 года, на здание, где формировался Симбирский пехотный полк, ныне здание главного корпуса УСХИ, установлена мемориальная доска[13].
- На здание, где жил участник Отечественной войны 1812 года Пётр Иванович Юрлов (1793—1869) — штабс-капитан, награждённый за храбрость в Бородинском сражении Золотой шпагой. В 1841—1845 гг. Симбирский губернский предводитель дворянства, установлена мемориальная доска.

- Мемориальная доска Юрлову П. И.
- Памятный знак о месте нахождения Троицкого собора.
- Мемориальная доска Симбирскому ополчению, на здание Губернского правления, ныне Ульяновский аграрный университет.
- Бывшее здание Губернского правления, где формировался Симбирский полк народного ополчения.